# Furna da Vigia I
A Furna da Vigia I é uma gruta portuguesa localizada na freguesia da Urzelina, concelho de Velas, ilha de São Jorge, arquipélago dos Açores.
Esta cavidade apresenta uma geomorfologia de origem vulcânica em forma de gruta de erosão localizada em arriba. Este acidente geológico apresenta um comprimento de 15 m.